# 黑蕊虎耳草
黑蕊虎耳草（学名：Saxifraga melanocentra），为虎耳草科虎耳草属下的一个植物种。